# Station Brentford
Brentford is een spoorwegstation van National Rail in Hounslow in Engeland. Het station is eigendom van Network Rail en wordt beheerd door South Western Railway. 